# コッペリア (小惑星)
コッペリア (815 Coppelia) は小惑星帯の小惑星である。ドイツの天文学者マックス・ヴォルフがハイデルベルクのケーニッヒシュトゥール天文台で発見した。
フランスの作曲家レオ・ドリーブのバレエ作品『コッペリア』にちなんで命名された。